# Synsepalum pobeguinianum
Synsepalum pobeguinianum là một loài thực vật có hoa trong họ Hồng xiêm. Loài này được (Dubard) Aké Assi & L.Gaut. mô tả khoa học đầu tiên năm 2000.